# Sataspes (zeevaarder)
Sataspes (Oudgrieks: Σατάσπης) was een Perzische edelman en zeevaarder in de 5e eeuw v.Chr. Daar de Historiën van Herodotos (4.43) de enige bron zijn voor zijn levensverhaal, is de waarachtigheid ervan moeilijk te verifiëren.

## Leven
Hij was een zoon uit het huwelijk van Teaspes met een zus van koning Darius I, wat hem een neef maakte van koning Xerxes I. Rond het jaar 483/482 v.Chr. randde Sataspes een dochter van de hooggeplaatste edelman Zopyros aan. Xerxes I veroordeelde hem tot de dood door spietsing, maar dankzij de tussenkomst van zijn moeder kreeg hij een alternatief aangeboden: van west naar oost rond Libië (Afrika) varen. 
Voor deze ontdekkingsreis, die eerder in omgekeerde richting zou zijn ondernomen in opdracht van farao Necho II, kreeg Sataspes de beschikking over een vloot met Fenicische schepen. Hij begon zijn reis in Egypte, zeilend langs de Noord-Afrikaanse kust, voorbij de Zuilen van Heracles, om naar het zuiden af te slaan bij Kaap Soloeis (mogelijk Kaap Cantin). Onderweg zag de expeditie in onbekende landen kleine mensen gekleed in palmbladeren. Zodra de Perzen contact probeerden te maken, vluchtten ze echter de heuvels in.
Waarschijnlijk ontmoedigd na maandenlang reizen langs de kust van de Sahara, besloot Sataspes om terug te keren. Hij verklaarde aan Xerxes dat ondiepten de rondvaart onmogelijk hadden gemaakt, maar de koning was niet onder de indruk. Hij liet Sataspes alsnog spietsen.
Na de dood van Sataspes legde een van zijn eunuchen de hand op een deel van zijn fortuin en vluchtte ermee naar Samos. Daar werd hij bestolen door een inwoner, die het verhaal aan Herodotos overbracht.